# Chaetohermetia apicalis
Chaetohermetia apicalis är en tvåvingeart som beskrevs av Lindner 1929. Chaetohermetia apicalis ingår i släktet Chaetohermetia och familjen vapenflugor. Inga underarter finns listade i Catalogue of Life.